# Warsaw (Karolina Północna)
Warsaw – miejscowość w stanie Karolina Północna w hrabstwie Duplin w Stanach Zjednoczonych.